# جركن

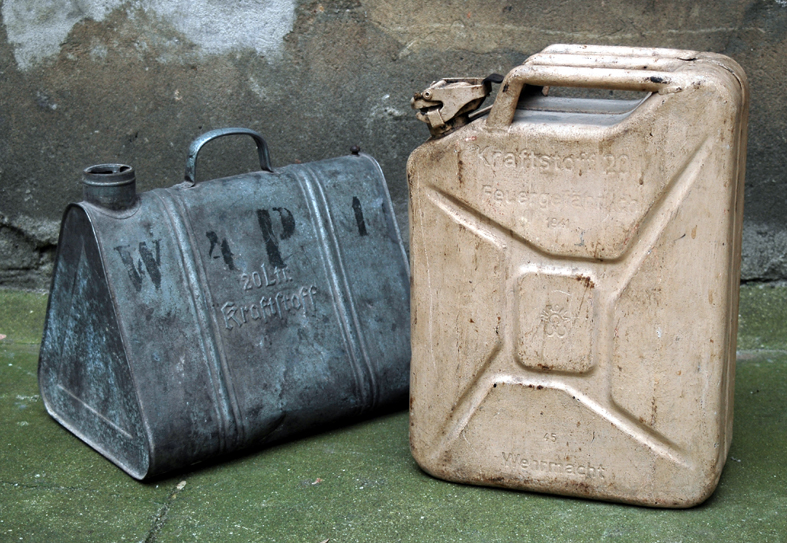
صفيحة وقود (جريكان)

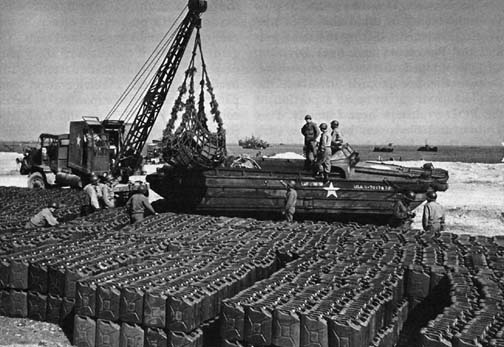
جراكن

جركن (بالإنجليزية: Jerrycan)‏ في بعض لهجات العرب يسمى بيدون (من الإسبانية Bidón عبر الفرنسية bidon) ويسمى في العراق «جليكان» من تحريف اللفظ الإنجليزي «جريكان» بمعنى الوعاء الألماني. جركن هو وعاء يستخدم لتخزين ونقل السوائل يصنع عادة من الصفائح المعدنية أو من البلاستيك.
اخترع الجركن في ثلاثينيات القرن العشرين في عهد الرايخ الثالث النازي لأغراض عسكرية، حيث كان على شكل صفيحة صلبة مصنوعة من الفولاذ المضغوط من أجل تأمين الوقود للآليات العسكرية. ومنه يشتق اللفظ الإنجليزي للكلمة Jerrycan جريكان.